# Волліс (острови)
Острови Волліс (фр. Îles Wallis) — група островів в південно-західній частині Тихого океану, що є частиною заморської громади Франції Волліс і Футуна. Найближчі острови - Хорн (Футуна) на південному заході (230 км), Тонга на південному сході (400 км), Самоа на заході (280 км) . Площа (включаючи лагуну) - 159 км². Населення островів - 9207 чол. (Разом з тимчасовим населенням - 9927 чол., 2008).

## Географія
Група Волліс складається з порівняльного крупного острова Увеа (площа 77,9 км  та 22 дрібніших островів. Загальна площа групи (включаючи лагуну) - 159 км². 
Увеа - низький вулканічний острів. Найвища точка - г. Лулу-Факахега (Lulu-Fakahega ) висотою 151 м. Конуси кратерів вимерлих вулканів утворюють пагорби в центрі і на півдні острова (Лока, Афафа, Лулу Луо, Холо, Холога, Аталіка та ін.). Північна частина острова являє собою рівнину, залиту древніми потоками лави. Острови Волліс оточені бар'єрним рифом. Бар'єрний риф островів асиметричний. Зі східного боку він розташований далі від головного острова Увеа. З цієї ж сторони в рифі розташовані 19 островів. З Західної боку він ближче і в ньому розташовано три з чотирьох проходів (Фатуманіні, Фуга'увеа і Аватолу). Четвертий прохід - Хонікулу - знаходиться на півдні (через нього веде фарватер в порт Мата-Уту, адміністративний центр території). Східна частина лагуни найбільш глибока (40 м в затоці Мата-Уту). 
Західна частина дрібніша. Найбільша ширина - 5 км. Протягом доби спостерігається два повних припливи і відпливи. Лагуна всіяна 22 невеликими островами (Нукуфоту (найпівнічніший острів групи), Нукулаелае, Нукуфуфуланоа, Нукулоа, Улуіуту, Нукутеатеа, Нукутапу (північний), Луаніва, Текавікі, Нукухіоне, Нукуатеа, Фаїоа, Фенуа-Фу (найпівденніший острів групи), Фугалеї , Нукухіфала (найсхідніший острів групи), Нукутапу (південний), Нукумоту, Нуку'таакі'моа, Нукуаофа, Нукуфетау, Нукутаакемуку, Хаофа), частина з яких коралового, а інша - вулканічного походження.
Високі острова групи Волліс складені з олівінових базальтових лав і піроклазів, за винятком одного згаслого кратера на Увеа і пов'язаних з ним лавових потоків, складених олігоклазовими андезитами. Низькі острови складені вапняним піском або є зруйнованими залишками конусів туфу і куполів лави . Лави островів Волліс належать до групи лужних лав Центрально-Тихоокеанських вулканів .
Острів Увеа був утворений об'єднанням потоків лави з 19 вулканічних кратерів. За винятком двох молодих лавових потоків, тільки покритих ґрунтом, велика частина острова складена з потоків лави середини плейстоцену. Лав проміжного віку не існує.
Гідрографічна мережа на островах Волліс розвинена слабо. На островах є 7 великих за місцевими мірками озер (Лано, Лалолало, Ланумаха, Ланутаваке, Ланутолі, Кікіла, Алофіваї). Всі вони, крім Ланутолі, прісні і заповнюють кратери вимерлих вулканів острова Увеа (крім Кікіла). Найбільше озеро - Кікіла (17,9 га ). Крім того, уздовж північного та східного узбережжя головного острова розташовано близько 20 солоних озер/боліт. Численні короткі струмки і джерела (зустрічаються також і на малих островах групи). Острів Увеа покритий червоними латеритними ґрунтами, багатими оксидом заліза і глиноземом, але бідними азотом і фосфором, а тому малородючими. Такі ж ґрунти характерні і для інших вулканічних островів групи Волліс. Ґрунт інших островів групи представлений карбонатним піском.

## Історія
Європейцями острова були відкриті в 1767 роцы і названі в честь їх першовідкривача Семюелем Воллісом. З 1842 року острова належать Франції.

## Населення
Згідно з переписом 2008 року на островах проживало 9227 осіб . Найбільшим населеним пунктом островів є Мата-Уту, де проживає  1124 особи. Всього на островах є 21 населений пункт. Велика частина населення представляє народ волліс (увеа). Основні мови - аолліська (увеанська) та французька. Основна релігія - католицтво.

## Адміністративний поділ
Острови Волліс складаються з одного округу Увеа, який в свою чергу ділиться на три райони:
| № | Район  | Назва французькою мовою | Площа, км² | Населення, чол. (2008) | Щільність, чол./км² | Адміністративний центр, чол. (2008) | Кількість сіл |
| - | ------ | ----------------------- | ---------- | ---------------------- | ------------------- | ----------------------------------- | ------------- |
| 1 | Хахаке | Hahake                  | 57         | 3748                   | 65,75               | Мата-Уту (1126)                     | 6             |
| 2 | Хіхіфо | Hihifo                  | 48         | 2197                   | 45,77               | Ваїтупу (503)                       | 5             |
| 3 | Муа    | Mua                     | 54         | 3262                   | 60,41               | Мала’ефо’оу (224)                   | 10            |
|   | Всього |                         | 159        | 9207                   | 57,91               |                                     | 21            |

## Економіка
Сільське господарство і тваринництво займають перше місце практично для всіх мешканців островів. Сільськогосподарські продукти головним чином призначені для задоволення власних потреб і в більшості випадків не потрапляють на ринок. Рибальство, розвитку якого приділяє велику увагу влада території, розвинулося ще не досить навіть для задоволення місцевого попиту. Хоча в середньостроковій перспективі планується зростання цієї галузі і будівництво рибальського порту.
Грошова одиниця — французький тихоокеанський франк (франк КФП).